# J. D. Cannon
John Donovan Cannon, conosciuto come J. D. Cannon (Salmon, 24 aprile 1922 – Hudson, 20 maggio 2005), è stato un attore statunitense noto per aver interpretato il ruolo del capo detective Peter Clifford nella serie televisiva Uno sceriffo a New York.

## Biografia
Figlio di William James Cannon (1884-1957) e Bessie Moore (1894-1991) dopo gli studi, frequentò l'Accademia di Arte Drammatica e combatté durante la seconda guerra mondiale nella United States Army. Iniziò la sua carriera di attore in teatro, dapprima a Broadway nei lavori Enrico IV, Lisistrata e Peer Gynt, quindi fondando insieme a Joseph Papp il New York Shakespeare Festival e recitando da protagonista in La bisbetica domata (1956) e in Molto rumore per nulla (1961).
In televisione debuttò nel 1958, partecipando a oltre ottanta tra telefilm e serial, tra i quali sono da citare Due onesti fuorilegge, Carovane verso il West, La parola alla difesa, Gunsmoke, Gli uomini della prateria, Il fuggiasco, Gli intoccabili, La signora in giallo. Divenne noto nel 1970, quando impersona il ruolo del capo detective Peter Clifford in Uno sceriffo a New York (McCloud), a fianco di Dennis Weaver, durata fino al 1977, per il quale fu candidato ai Premi Emmy nel 1975 come migliore attore non protagonista in una serie drammatica. L'ultima serie a cui prese parte fu Law & Order - I due volti della giustizia, nel 1991.
Sul grande schermo prese parte a dodici film tra il 1966 e il 1987, generalmente nei ruoli del "cattivo". Sposato dal 1947 con l'attrice e scrittrice Alice Mary McCamley – unione durata quasi sessanta anni – ebbe da lei due figli, Joseph e Frank. Muore a Hudson, nel Distretto storico di Binnewater, nel maggio del 2005 all'età di 83 anni e viene sepolto al Cedar Park Cemetery di Hudson.

## Filmografia

### Cinema
- Vivi e lascia morire (An American Dream), regia di Robert Gist (1966)
- Nick mano fredda (Cool Hand Luke), regia di Stuart Rosenberg (1967)
- Krakatoa, est di Giava (Krakatoa, East of Java), regia di Bernard L. Kowalski (1968)
- 1000 aquile su Kreistag (The Thousand Plane Raid), regia di Boris Sagal (1969)
- Il pistolero di Dio (Heaven with a Gun), regia di Lee H. Katzin (1969)
- Pupe calde e mafia nera (Cotton Comes to Harlem), regia di Ossie Davis (1970)
- Io sono la legge (Lawman), regia di Michael Winner (1971)
- Scorpio, regia di Michael Winner (1973)
- Airport '80 (The Concorde ... Airport '79), regia di David Lowell Rich (1979) – solo versione televisiva
- Blitz nell'oceano (Raise the Titanic), regia di Jerry Jameson (1980)
- Il giustiziere della notte n. 2 (Death Wish II), regia di Michael Winner (1982)
- Street Justice - Un'ombra nella notte (Street Justice), regia di Richard C. Sarafian (1987)

### Televisione
- The Phil Silvers Show – serie TV, un episodio (1958)
- Omnibus – serie TV, un episodio (1960)
- The United States Steel Hour – serie TV, 2 episodi (1960)
- Play of the Week – serie TV, 3 episodi (1960-1961)
- Deadline – serie TV, un episodio (1961)
- La città in controluce (Naked City) – serie TV, un episodio (1961)
- The Catholic Hour – serie TV, un episodio (1961)
- Gli intoccabili (The Untouchables) – serie TV, 2 episodi (1962-1963)
- The Nurses – serie TV, 5 episodi (1962-1965)
- La parola alla difesa (The Defenders) – serie TV, 8 episodi (1962-1965)
- Carovane verso il West (Wagon Train) – serie TV, un episodio (1963)
- Combat! - serie TV, un episodio (1963)
- Stoney Burke – serie TV, un episodio (1963)
- La grande avventura (The Great Adventure) – serie TV, episodio 1x07 (1963)
- Polvere di stelle (Bob Hope Presents the Chrysler Theatre) – serie TV, 3 episodi (1963-1965)
- Assistente sociale (East Side/West Side) – serie TV, episodio 1x16 (1964)
- Gli inafferrabili (The Rogues) – serie TV, episodio 1x12 (1964)
- Profiles in Courage – serie TV, un episodio (1964)
- Gli uomini della prateria (Rawhide) – serie TV, 2 episodi (1964-1965)
- Gunsmoke – serie TV, 2 episodi (1964-1969)
- L'ora di Hitchcock (The Alfred Hitchcock Hour) – serie TV, episodio 3x23 (1965)
- Viaggio in fondo al mare (Voyage to the Bottom of the Sea) – serie TV, un episodio (1965)
- Twelve O'Clock High – serie TV, un episodio (1965)
- Selvaggio west (The Wild Wild West) - serie TV, episodio 1x02 (1965)
- Seaway: acque difficili (Seaway) – serie TV, un episodio (1965)
- Il fuggiasco (The Fugitive) – serie TV, 2 episodi (1965-1967)
- Le cause dell'avvocato O'Brien (The Trials of O'Brien) – serie TV, un episodio (1966)
- A Man Called Shenandoah – serie TV, episodio 1x21 (1966)
- Shane – serie TV, episodio 1x11 (1966)
- F.B.I. – serie TV, 4 episodi (1966-1970)
- Missione impossibile (Mission: Impossible) – serie TV, un episodio (1967)
- Il grande teatro del West (The Guns of Will Sonnett) – serie TV, un episodio (1967)
- Cimarron Strip – serie TV, episodio 1x14 (1967)
- Gli invasori (The Invaders) – serie TV, 2 episodi (1967-1968)
- Disneyland – serie TV, 3 episodi (1967)
- Iron Horse – serie TV, episodio 2x17 (1968)
- Lancer – serie TV, episodio 1x02 (1968)
- Mod Squad, i ragazzi di Greer (The Mod Squad) – serie TV, un episodio (1969)
- Medical Center – serie TV, un episodio (1969)
- Bonanza - serie TV, episodio 10x29 (1969)
- Reporter alla ribalta (The Name of the Game) – serie TV, un episodio (1970)
- Il virginiano (The Virginian) – serie TV, episodio 9x13 (1970)
- Uno sceriffo a New York (McCloud) – serie TV, 45 episodi (1970-1977)
- Great Performances – serie TV, un episodio (1971)
- Due onesti fuorilegge (Alias Smith and Jones) – serie TV, 5 episodi (1971-1972)
- Testimony of Two Men – serie TV, 3 episodi (1977)
- Nel tunnel dei misteri con Nancy Drew e gli Hardy Boys (The Hardy Boys/Nancy Drew Mysteries) – serie TV, 2 episodi (1977)
- Corte marziale per il generale Custer (The Court-Martial of George Armstrong Custer), regia di Glenn Jordan (1977) – film TV
- Sword of Justice – serie TV, un episodio (1978)
- Ike – serie TV, 3 episodi (1979)
- Camminando tra le fiamme (Walking Through the Fire), regia di Robert Day (1979) – film TV
- Truck Driver – serie TV, 2 episodi (1979)
- Lobo – serie TV, 2 episodi (1979)
- Il palazzo delle illusioni (Pleasure Palace), regia di Walter Grauman (1980) – film TV
- La storia di Nellie Bly (The Adventures of Nellie Bly), regia di Henning Schellerup (1981) – film TV
- Professione pericolo (The Fall Guy) – serie TV, 2 episodi (1982-1983)
- Beyond Witch Mountain, regia di Robert Day (1982) – film TV
- Fantasilandia (Fantasy Island) – serie TV, un episodio (1983)
- Matt Houston – serie TV, 2 episodi (1983)
- Mai dire sì (Remington Steele) – serie TV, 2 episodi (1983-1984)
- Master (The Master) – serie TV, un episodio (1984)
- Squadriglia top secret (Call to Glory) – serie TV, 3 episodi (1984-1985)
- La signora in giallo (Murder, She Wrote) – serie TV, 2 episodi (1985-1986)
- Blacke's Magic – serie TV, un episodio (1986)
- Il giustiziere della strada (The Highwayman) – serie TV, un episodio (1988)
- I predatori della strada (The Road Riders), regia di Richard Lang (1989) – film TV
- Law & Order - I due volti della giustizia (Law & Order) – serie TV, un episodio (1991)

## Doppiatori italiani
Nelle versioni italiane dei suoi film, John Donovan Cannon è stato doppiato da:
- Vittorio Di Prima in Nick mano fredda
- Bruno Persa in Krakatoa est di Giava
- Rino Bolognesi in Il pistolero di Dio
- Glauco Onorato in Blitz nell'oceano
- Marcello Tusco in Il giustiziere della notte n. 2
- Carlo Bonomi in Mai dire sì
- Sergio Tedesco in La Signora in giallo (ep. 3x03)
- Saverio Moriones in La Signora in giallo (ep. 1x21)